# Yutaka Akita
Pour les articles homonymes, voir Akita (homonymie).
Yutaka Akita (秋田 豊, Akita Yutaka), né le 6 août 1970 à Nagoya, est un footballeur japonais des années 1990 et 2000 reconverti entraîneur.

## Biographie
En tant que défenseur, Yutaka Akita joua pour l'équipe nationale à 44 reprises (1995-1999 et 2002-2003) pour 4 buts.
Il participa à la Coupe d'Asie des nations de football 1996. Il ne joua qu'un seul match, contre la Chine. Le Japon est éliminé en quarts-de-finale.
Il participa à la Coupe du monde de football de 1998, où il fut titulaire dans tous les matchs, et il reçut un carton jaune à la 89e minute contre la Croatie. Le Japon est éliminé au premier tour. 
Il participa aussi à la Copa América 1999, où il joua tous les matchs, mais le Japon est éliminé au premier tour.
Il fit partie des joueurs sélectionnés pour la Coupe du monde de football de 2002, mais il ne joua aucun match. Le Japon est éliminé en huitièmes-de-finale.
Il inscrivit un but lors de la Kirin Cup 2003 contre l'Argentine.
Il fit partie des joueurs sélectionnés pour la Coupe des confédérations 2003, mais il ne joua aucun match. Le Japon est éliminé au premier tour.
Il joua dans trois clubs japonais (Kashima Antlers, Nagoya Grampus Eight et Kyoto Sanga F.C.), remportant de nombreux titres nationaux.

## Palmarès
- Championnat du Japon de football
  - Champion en 1996, en 1998, en 2000 et en 2001
  - Vice-champion en 1993 et en 1997
- Coupe du Japon de football
  - Vainqueur en 1997 et en 2000
  - Finaliste en 1993 et en 2002
- Coupe de la Ligue japonaise de football
  - Vainqueur en 1997, en 2000 et en 2002
  - Finaliste en 1999 et en 2003
- Supercoupe du Japon
  - Vainqueur en 1997, en 1998 et en 1999
  - Finaliste en 2001 et en 2002